# Laurent Clerc Award
Le  Laurent Clerc Award  récompense « la personnalité ayant le plus ou le mieux contribué à la communauté sourde américaine, attribuée par l’association Gallaudet University Alumni Association à l’Université Gallaudet. Cela comprend la lutte pour la meilleure vie des sourds, les droits des sourds, l'aide humanitaire et la liberté.
Le prix de l'année peut être partagé entre deux ayant rendu de grands services à la communauté sourde américaine. Il a été attribué pour la première fois en 1970.

## Lauréats
| Date | Lauréat(s)                                | Nationalité        | Travaux récompensés                                          |
| ---- | ----------------------------------------- | ------------------ | ------------------------------------------------------------ |
| 1970 | David Peikoff                             | Russie             |                                                              |
| 1971 | Robert Weitbrecht                         | États-Unis         | Inventeur de Dispositif de télécommunication pour les sourds |
| 1972 | Prix non attribué.                        | Prix non attribué. | Prix non attribué.                                           |
| 1973 | James N. Orman                            |                    |                                                              |
| 1974 | Benjamin M. Schowe, Sr.                   |                    |                                                              |
| 1975 | Frank R. Turk                             |                    |                                                              |
| 1976 | Robert G. Sanderson                       |                    |                                                              |
| 1977 | Prix non attribué.                        | Prix non attribué. | Prix non attribué.                                           |
| 1978 | Prix non attribué.                        | Prix non attribué. | Prix non attribué.                                           |
| 1979 | Frank B. Sullivan                         |                    |                                                              |
| 1980 | Frederick C. Schreiber                    |                    |                                                              |
| 1981 | Byron B. Burnes                           |                    |                                                              |
| 1982 | Alan B. Crammatte                         |                    |                                                              |
| 1983 | Gordon L. Allen                           |                    |                                                              |
| 1984 | Jess M. Smith                             |                    |                                                              |
| 1985 | William T. Griffing Florence B. Crammatte |                    |                                                              |
| 1986 | William J. Marra Willard Shorter          |                    |                                                              |
| 1987 | Charley E. Whisman                        |                    |                                                              |
| 1988 | Ernest Marshall                           |                    |                                                              |
| 1989 | Jack R. Gannon                            | États-Unis         | Historien                                                    |
| 1990 | Leo M. Jacobs                             |                    |                                                              |
| 1991 | Otto B. Berg                              |                    |                                                              |
| 1992 | John B. Davis                             |                    |                                                              |
| 1993 | Gilbert C. Eastman                        |                    |                                                              |
| 1994 | Albert Couthen                            |                    |                                                              |
| 1995 | Earnest I. Okwara                         |                    |                                                              |
| 1996 | Ausma Smits                               |                    |                                                              |
| 1997 | Marvin J. Marshall                        |                    |                                                              |
| 1998 | Alexander "Sandy" Ewan                    |                    |                                                              |
| 1999 | Sam Rittenberg                            |                    |                                                              |
| 2000 | Ben Soukup                                |                    |                                                              |
| 2001 | Frank Lala                                |                    |                                                              |
| 2002 | Berta Foster                              |                    |                                                              |
| 2003 | Kevin Nolan, Sr.                          |                    |                                                              |
| 2004 | Carol Padden Tom L. Humphries             |                    |                                                              |
| 2005 | Prix non attribué.                        | Prix non attribué. | Prix non attribué.                                           |
| 2006 | Gertrude Scott Galloway                   |                    |                                                              |
| 2007 | Roy "Ed" Bosson Nathie L. Marbury         |                    |                                                              |
| 2008 | Prix non attribué.                        | Prix non attribué. | Prix non attribué.                                           |
| 2009 | Scott DeLoach                             |                    |                                                              |
| 2010 | Barbara Kannapell                         |                    |                                                              |
| 2011 | Allison Schlesinger-Sepulveda             |                    |                                                              |
| 2012 | Charles C. Baird                          | États-Unis         |                                                              |
| 2013 | Ann Silver                                |                    |                                                              |
| 2014 | Alfred Sonnenstrahl                       |                    |                                                              |
| 2015 | Stephen C. Baldwin                        |                    |                                                              |